# 顕証寺 (大阪府河南町)
顕証寺（けんしょうじ）は、大阪府南河内郡河南町大字大ケ塚にある浄土真宗本願寺派の寺院。山号は「近松山」。「大ケ塚御坊」とも。
河南町北部、大ケ塚の高台の上に寺を中心にして周囲に寺内町（大ケ塚寺内町）を形成している。現在もその痕跡をとどめている。

## 歴史
大ケ塚寺内町は、鎌倉時代末期、念仏宗第7世法明が、当地に念仏道場を開き、布教をはじめたことに端を発する。 南北朝時代や戦国時代には大ケ塚周辺で合戦が繰り広げられたが、そのような状況下で、念仏宗の寺院を中心に寺内町が形成されていく。
石山合戦を行っている最中の元亀3年（1573年）、本願寺11世顕如が大ケ塚に「大ケ塚総道場」を開基する。これが現在の大ケ塚御坊顕証寺のはじまりである。この後この地は柴田勝家に属し、柴田家の菩提寺とされていた。 後に豊臣秀吉がこの地に城を築こうとし、寺をとり壊したが、築城は失敗に終わる。
正保3年（1645年）、本堂を再建する。
安永9年（1780年）、火事で全焼する。
寛政6年（1794年）、現在の本堂が建立される。建築面積は、584平方メートルあり、建築に25年の歳月を要した。

## 行事

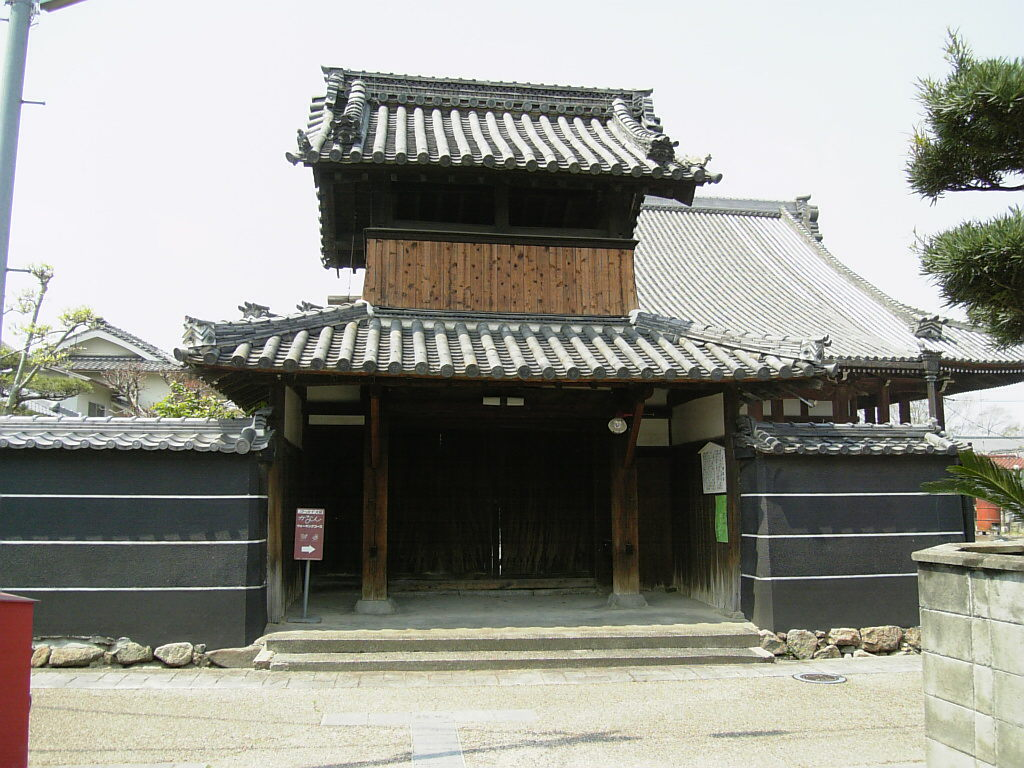
顕証寺山門。上階に鐘楼がある。

「八朔法要」（はっさくほうよう）と「八朔市」（はっさくいち）が伝統行事として顕証寺と寺内町に伝わっている。 元禄年代に、京都御所の皇室から下贈された灯籠人形を本堂に飾ったところ、人々が次々に拝観に訪れたため、顕証寺周辺には自然と出店も出るようになり、八朔市が形成され現在に至っている。
- 1月 1日 - 元旦会
- 4月29日 - 永代経法要
- 8月15日 - 盂蘭盆会
- 9月第一土曜日・日曜日 - 八朔法要
- 10月 7日 - 報恩講
- 12月31日 - 除夜会